# Luigi di Bentheim e Steinfurt
Luigi, Principe di Bentheim e Steinfurt (tedesco: Ludwig Wilhelm Geldrich Ernst, 1.Fürst zu Bentheim und Steinfurt; Steinfurt, 1º ottobre 1756 – 20 agosto 1817), era un membro del Casato di Bentheim-Steinfurt. Fu conte del Sacro Romano Impero e venne elevato a Principe nel 1817.

## Biografia
Era il secondo dei figli maschi del Conte Carlo Paolo Ernesto e di sua moglie, Carlotta Sofia, la maggiore delle figlie di Federico Guglielmo II, Principe di Nassau-Siegen. Poiché suo fratello Carlo (13 febbraio 1753 - settembre 1772) morì prima del loro padre, Luigi gli successe nel 1780 come Conte di Steinfurt.
Il 17 luglio 1776, sposò Giuliana Guglielmina di Schleswig-Holstein-Sonderburg-Glücksburg (30 aprile 1754 - 14 settembre 1823), da cui ebbe i seguenti figli:
- Enrichetta (10 giugno 1777 - 8 dicembre 1851), sposò nel 1802 Carlo Luigi Augusto, II principe di Solms-Hohensolms-Lich (1762-1807)
- Cristiano (1778-1789)
- Alexius (20 ottobre 1781 - 3 novembre 1866), successore di Luigi come Principe di Bentheim e Steinfurt
- Guglielmo (17 aprile 1782 - 12 ottobre 1839)
- Luigi (22 novembre 1787 - 4 febbraio 1876)
- Carlotta (5 maggio 1789 - 6 gennaio 1874)
- Eugenio (28 marzo 1791 - 4 dicembre 1871)
- Sofia (16 January 1794 – 6 May 1873), sposò il 10 settembre 1823 il Langravio Carlo d'Assia-Philippsthal-Barchfeld (27 giugno 1784 - 17 luglio 1854)

## Ascendenza
|                                                     |                                                      |                                                      | Genitori                                                 |  |  | Nonni |  |  | Bisnonni                             |  |  | Trisnonni                                 |  |
|                                                     |                                                      |                                                      |                                                          |  |  |       |  |  | Ernst, conte di Bentheim e Steinfurt |  |  | Ernst Wilhelm, conte di Bentheim-Bentheim |  |
|                                                     |                                                      |                                                      |                                                          |  |  |       |  |  | Ernst, conte di Bentheim e Steinfurt |  |  | Ernst Wilhelm, conte di Bentheim-Bentheim |  |
|                                                     |                                                      | Gertrud von Zelst                                    |                                                          |  |  |       |  |  | Ernst, conte di Bentheim e Steinfurt |  |  |                                           |  |
| Friedrich, conte di Bentheim e Steinfurt            |                                                      |                                                      |                                                          |  |  |       |  |  | Ernst, conte di Bentheim e Steinfurt |  |  |                                           |  |
|                                                     |                                                      | Isabella Justine van Horne                           | Willem Adriaan, conte di Horne                           |  |  |       |  |  |                                      |  |  |                                           |  |
|                                                     |                                                      | Isabella Justine van Horne                           | Willem Adriaan, conte di Horne                           |  |  |       |  |  |                                      |  |  |                                           |  |
|                                                     |                                                      | Isabella Justine van Horne                           | Anna van Nassau                                          |  |  |       |  |  |                                      |  |  |                                           |  |
| Karl Paul Ernst, conte di Bentheim e Steinfurt      |                                                      | Isabella Justine van Horne                           |                                                          |  |  |       |  |  |                                      |  |  |                                           |  |
|                                                     |                                                      | Friedrich Adolf, conte di Lippe-Detmold              | Simon Heinrich, conte di Lippe-Detmold                   |  |  |       |  |  |                                      |  |  |                                           |  |
|                                                     |                                                      | Friedrich Adolf, conte di Lippe-Detmold              | Simon Heinrich, conte di Lippe-Detmold                   |  |  |       |  |  |                                      |  |  |                                           |  |
|                                                     |                                                      | Friedrich Adolf, conte di Lippe-Detmold              | Amalia zu Dohna                                          |  |  |       |  |  |                                      |  |  |                                           |  |
| Franziska Charlotte zur Lippe-Detmold               |                                                      | Friedrich Adolf, conte di Lippe-Detmold              |                                                          |  |  |       |  |  |                                      |  |  |                                           |  |
|                                                     |                                                      | Amalia zu Solms-Hohensolms                           | Ludwig, conte di Solms-Hohensolms                        |  |  |       |  |  |                                      |  |  |                                           |  |
|                                                     |                                                      | Amalia zu Solms-Hohensolms                           | Ludwig, conte di Solms-Hohensolms                        |  |  |       |  |  |                                      |  |  |                                           |  |
|                                                     |                                                      | Amalia zu Solms-Hohensolms                           | Louise zu Dohna                                          |  |  |       |  |  |                                      |  |  |                                           |  |
| Ludwig, principe di Bentheim e Steinfurt            |                                                      | Amalia zu Solms-Hohensolms                           |                                                          |  |  |       |  |  |                                      |  |  |                                           |  |
|                                                     | Friedrich Wilhelm I Adolf, principe di Nassau-Siegen | Wilhelm Moritz, principe di Nassau-Siegen            |                                                          |  |  |       |  |  |                                      |  |  |                                           |  |
|                                                     | Friedrich Wilhelm I Adolf, principe di Nassau-Siegen | Wilhelm Moritz, principe di Nassau-Siegen            |                                                          |  |  |       |  |  |                                      |  |  |                                           |  |
|                                                     | Friedrich Wilhelm I Adolf, principe di Nassau-Siegen | Ernestine Charlotte von Nassau-Dillenburg-Schaumburg |                                                          |  |  |       |  |  |                                      |  |  |                                           |  |
| Friedrich Wilhelm II, principe di Nassau-Siegen     | Friedrich Wilhelm I Adolf, principe di Nassau-Siegen |                                                      |                                                          |  |  |       |  |  |                                      |  |  |                                           |  |
|                                                     |                                                      | Franziska von Hessen-Homburg                         | Friedrich II, langravio d'Assia-Homburg                  |  |  |       |  |  |                                      |  |  |                                           |  |
|                                                     |                                                      | Franziska von Hessen-Homburg                         | Friedrich II, langravio d'Assia-Homburg                  |  |  |       |  |  |                                      |  |  |                                           |  |
|                                                     |                                                      | Franziska von Hessen-Homburg                         | Luise Elisabeth von Kurland                              |  |  |       |  |  |                                      |  |  |                                           |  |
| Charlotte Sophie von Nassau-Siegen                  |                                                      | Franziska von Hessen-Homburg                         |                                                          |  |  |       |  |  |                                      |  |  |                                           |  |
|                                                     |                                                      | August David, conte di Sayn-Wittgenstein-Hohenstein  | Gustav, conte di Sayn-Wittgenstein-Hohenstein            |  |  |       |  |  |                                      |  |  |                                           |  |
|                                                     |                                                      | August David, conte di Sayn-Wittgenstein-Hohenstein  | Gustav, conte di Sayn-Wittgenstein-Hohenstein            |  |  |       |  |  |                                      |  |  |                                           |  |
|                                                     |                                                      | August David, conte di Sayn-Wittgenstein-Hohenstein  | Anne Hélène de La Place                                  |  |  |       |  |  |                                      |  |  |                                           |  |
| Sophie Polyxena zu Sayn-Wittgenstein und Hohenstein |                                                      | August David, conte di Sayn-Wittgenstein-Hohenstein  |                                                          |  |  |       |  |  |                                      |  |  |                                           |  |
|                                                     |                                                      | Concordia zu Sayn-Wittgenstein-Hohenstein            | Friedrich Wilhelm, conte di Sayn-Wittgenstein-Hohenstein |  |  |       |  |  |                                      |  |  |                                           |  |
|                                                     |                                                      | Concordia zu Sayn-Wittgenstein-Hohenstein            | Friedrich Wilhelm, conte di Sayn-Wittgenstein-Hohenstein |  |  |       |  |  |                                      |  |  |                                           |  |
|                                                     |                                                      | Concordia zu Sayn-Wittgenstein-Hohenstein            | Charlotte Luise zu Leiningen-Dagsburg-Hartenburg         |  |  |       |  |  |                                      |  |  |                                           |  |
|                                                     |                                                      | Concordia zu Sayn-Wittgenstein-Hohenstein            |                                                          |  |  |       |  |  |                                      |  |  |                                           |  |